# NGC 4923
NGC 4923 est une galaxie lenticulaire située dans la constellation de la Chevelure de Bérénice. Sa vitesse par rapport au fond diffus cosmologique est de 5 731 ± 19 km/s, ce qui correspond à une distance de Hubble de 84,5 ± 5,9 Mpc (∼276 millions d'al). NGC 4923 a été découverte par l'astronome germano-britannique William Herschel en 1785.
La classe de luminosité de NGC 4923 est I-II et elle présente une large raie HI. C'est aussi une galaxie active (AGN) et elle présente un noyau en retrait (RET, retired nucleus).
À ce jour, une douzaine mesures non basées sur le décalage vers le rouge (redshift) donnent une distance de 93,525 ± 26,932 Mpc (∼305 millions d'al), ce qui est à l'intérieur des valeurs de la distance de Hubble. Notons cependant que c'est avec la valeur moyenne des mesures indépendantes, lorsqu'elles existent, que la base de données NASA/IPAC calcule le diamètre d'une galaxie et qu'en conséquence le diamètre de NGC 4923 pourrait être d'environ 28,3 kpc (∼92 300 al) si on utilisait la distance de Hubble pour le calculer.
La désignation DRCG 27-78 est utilisée par Wolfgang Steinicke pour indiquer que cette galaxie figure au catalogue des amas galactiques d'Alan Dressler. Les nombres 27 et 78 indiquent respectivement que c'est le 27e amas de la liste, soit Abell 1656 (l'amas de la Chevelure de Bérénice), et la 78e galaxie de cet amas. Cette même galaxie est aussi désignée par ABELL 1656:[D80] 78 par la base de données NASA/IPAC, ce qui est équivalent. Dressler indique que NGC 4872 est une galaxie elliptique de type E.

## Groupe de NGC 4921

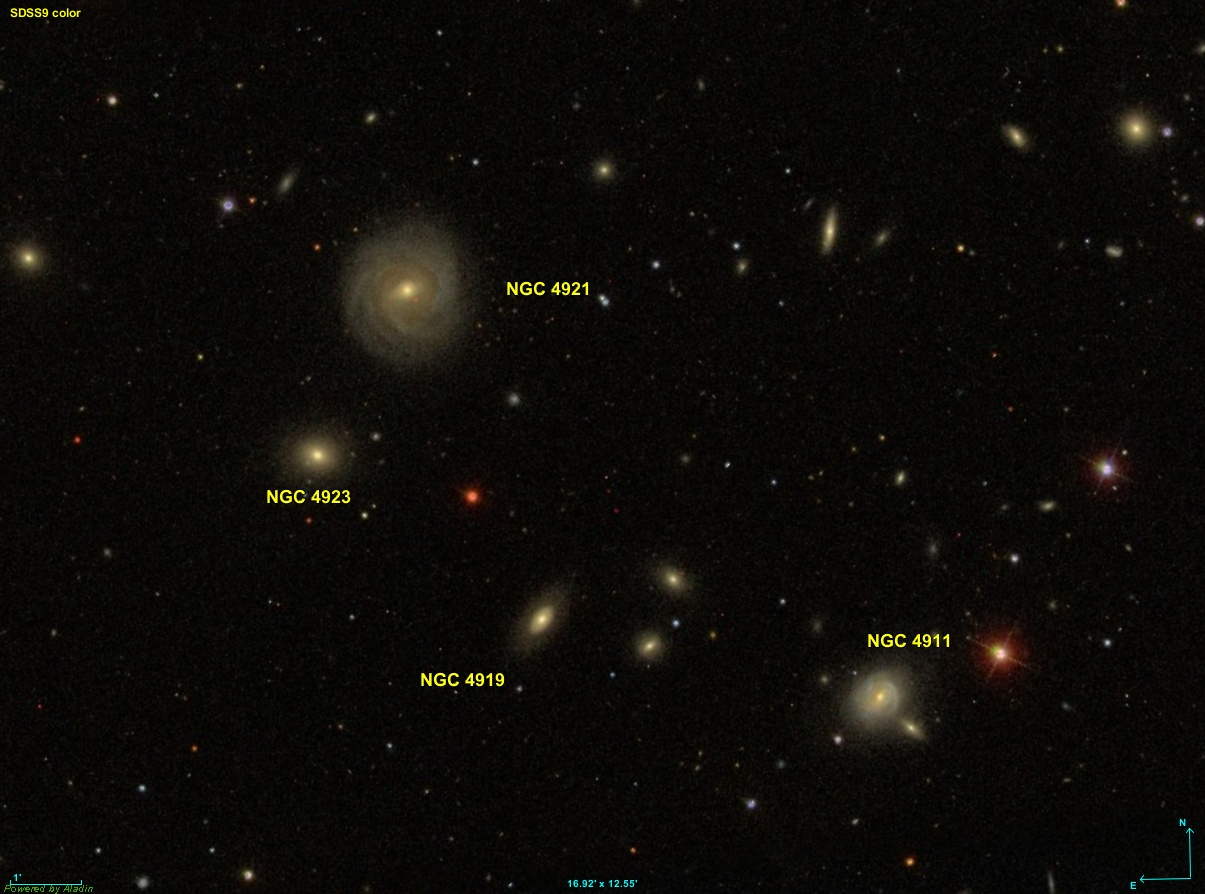
NGC 4911, NGC 4919, NGC 4921 et NGC 4923 font partie de l'amas de la Chevelure de Bérénice

Selon un article publié en 1998 par Abraham Mahtessian, le groupe de NGC 4921 comprend quatre membres, soit en plus de NGC 4921, les galaxies NGC 4952, NGC 5000 et 1360+2827, une abréviation employée par Mahtessian pour la galaxie CGCG 13606.5+2827 (UGC 8229).
Il est assez étonnant que la galaxie NGC 4923 n'apparaisse pas dans la liste de Mahtessian. Elle est en effet voisine de NGC 4921 et elle est à la même distance de Hubble que celle-ci.